# Венере Піццінато-Папо
Венере Піццінато-Папо (італ. Venere Pizzinato-Papo; 23 листопада 1896 року, Ала, Австро-Угорщина (зараз Італія) — 2 серпня 2011 року, Верона, Італія) — італійська супердовгожителька, яка досягла віку 114 років і 252 днів. Вона була третьою найстаршою повністю верифікованою нині живою людиною в світі після Бессі Купер та Чійоно Хасеґави. Також Піццінато була найстарішою повністю верифікованою людиною, яка народилася в Австро-угорській імперії. На момент своєї смерті вона була найстарішою повністю верифікованою людиною в історії Італії. 13 грудня 2011 року цей титул отримала Діна Манфредіні. До 9 серпня 2014 року (титул перейшов до Емми Морано) була найстарішою людиною, яка народилась і померла в Італії. Станом на вересень 2018 року Венере Піццінато-Папо є п'ятою найстарішою італійкою в історії і займає 60-те місце в списку найстаріших людей в історії.

## Життєпис
Венере Піццінато-Папо народилася 23 листопада 1896 року в місті Ала — частині Австро-Угорської імперії (зараз Італія). В 1902 році її сім'я переїхала до Верони, де жили їхні родичі. У 1903 році родина повернулася в Трентіно-Альто-Адідже, де Венере відвідувала школу в центрі регіону — місті Тренто. Перша світова війна змусила Піццінато переїхати до міста Баццано, Болонья (зараз частина муніципалітету Вальзамоджа). Після війни вона переїхала до Мілана, де отримала італійське громадянство і зустріла свого майбутнього чоловіка Ісідоро Папо. На початку Другої світової війни в 1939 році пара переїхала до Ніцци, Франція, щоб уникнути фашистського режиму Беніто Муссоліні. Вони одружились у Франції, а після війни повернулися до Мілана. Після виходу на пенсію в 1964 році Венере та Ісідоро переїхали до Верони, де вони остаточно оселилися. Ісідоро Папо помер у 1981 році. В них не було дітей.
23 листопада 2010 року на 114-ті уродини Піццінато-Папо відвідав президент Італії Джорджо Наполітано.
Венере Піццінато-Папо померла 2 серпня 2011 року в Вероні у віці 114 років і 252 днів.